# 北大年靈慈宮
北大年靈慈宮，是位於泰國北大年府北大年府治縣阿納魯區的中式廟宇，主祀清水祖師和林府姑娘。

## 歷史
靈慈宮創建於中國明朝萬曆年間，主祀清水祖師，於1864年重新整建，是目前泰國最古老奉祀清水祖師的華人廟宇。
靈慈宮供奉的林府姑娘（林姑娘），根據傳說為中國明代著名海盜與商人林道乾之妹林金蓮，萬曆元年林道乾為官兵追剿，遁入海中。經暹羅港附近的大崑崙山（今越南崑崙島），見山高且廣，林道乾率領舟師登山築寨，但該地多颱風，海船難以停泊，於是棄之前往馬來半島，攻占北大年（今泰國北大年府）。由於林道乾聰明能幹，氣宇軒昂，並且還有多方面的工藝方面的知識和技能，甚至打仗也是智勇雙全，為國王鑄造大炮御敵有功，被招為駙馬，並改宗伊斯蘭教，做了北大年的灣港的管理官。
林道乾與北大年馬來穆斯林公主入贅成婚的消息傳回家鄉，已經過了很多年，在家鄉的母親因為多年不見林道乾思念成疾，其妹林姑娘事母至孝尚未出嫁，認為兄長入贅番邦，是數典忘祖，大逆不孝，林姑娘遂冒險南下北大年，極力的苦勸哥哥，返鄉去探母。因林道乾被明朝官府追殺，在北大年又有嬌妻與功名，執意不回中國，並準備建造一座富麗堂皇的清真寺，以表示他留在北大年的決心。林姑娘再三苦口婆心勸兄長都被拒絕，經過數月還是無動於衷。一天晚上，林姑娘來到哥哥正在建築中的清真寺附近，在一棵猴棗樹上上吊自盡了。在上吊前林姑娘詛咒清真寺永遠建造不起來。
林姑娘死後，林道乾以無比悲痛的心情厚葬了妹妹，並繼續建造清真寺，施工期間連遭三次雷劈屋頂，至今仍無人能建成。林姑娘萬里尋兄的事蹟被北大年地方的各族裔人士崇敬，紛紛到陵墓來祭祀，之後來還在附近為她建了廟宇。現今人們祭祀的林姑娘墓，是近代福建與廣東籍林姓華裔倡議和捐資，墓碑上刻著「閩粵籍弟子修建 明林氏姑娘神位」，周圍又建有八角涼亭，供游客休息之用。1906年，由於原先的林姑娘廟破舊不堪以及北大年經濟發展需要，經過僑社共議決定遷入供奉清水祖師的靈慈宮。 受到許多華裔祭拜，每年農曆三月遊神巡境時，華裔穆斯林也會一同慶祝共同紀念林姑娘。
泰國王室有三位國王到訪靈慈宮參拜過，分別是拉瑪五世、拉瑪六世和拉瑪九世（蒲美蓬國王）。 這三位泰國君主都會定期來訪參香。拉瑪六世其中一位妻子因德拉薩迪·薩奇捐獻給靈慈宮一尊觀音像和一座香爐，將皇家功德迴向給朱拉隆功國王陛下。

## 祀神
靈慈宮主祀清水祖師、林府姑娘，配祀福德老爺、關聖帝君、觀音菩薩、天后聖母、玄天上帝、武財神、天地父母。